# Linogravure
Ne doit pas être confondu avec Linographie.

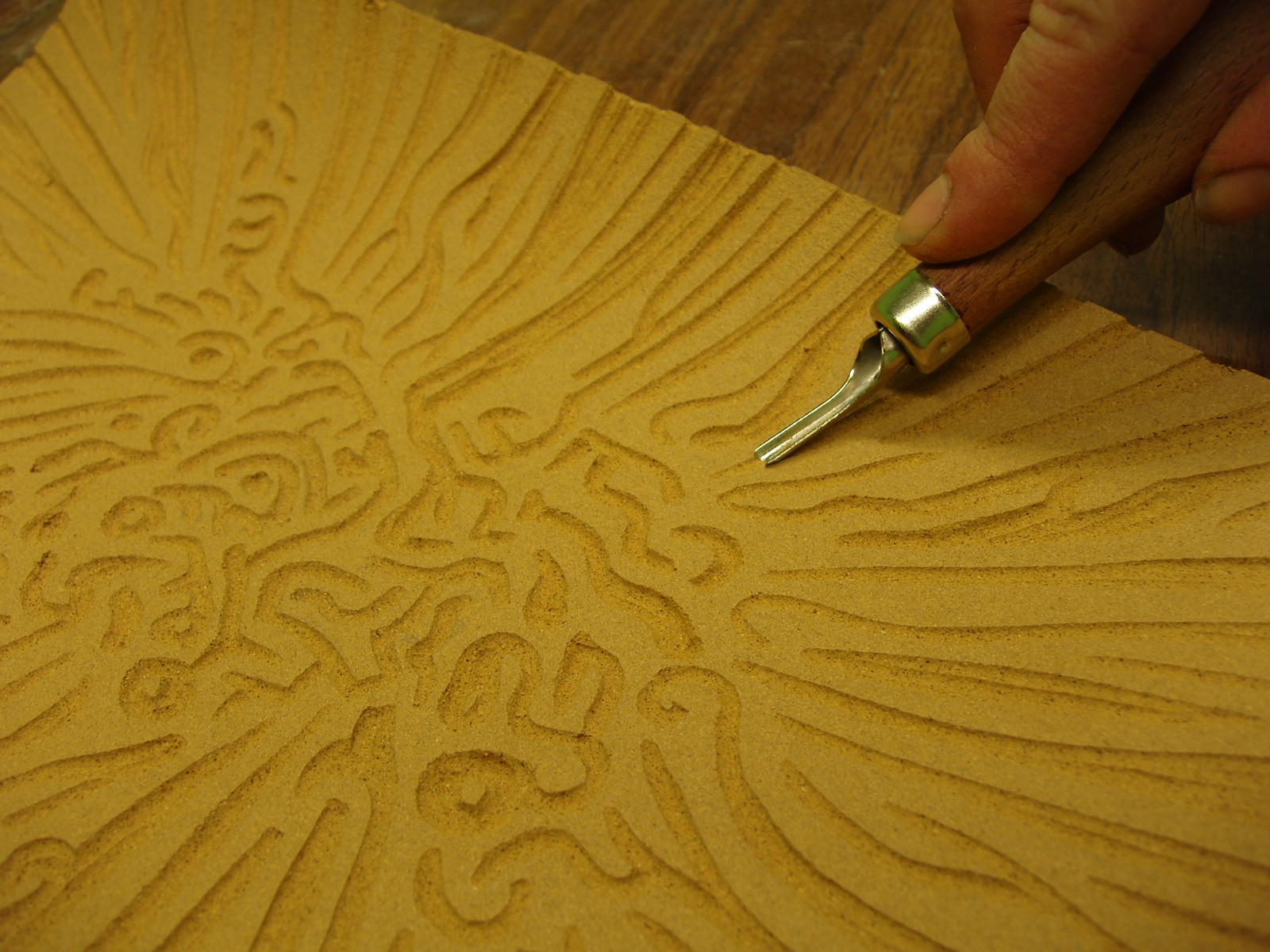
Réalisation d'une linogravure.

La linogravure est une technique de gravure en taille d'épargne (technique consistant à enlever les blancs ou « réserves » du résultat final, l'encre se posant sur les parties non retirées, donc en relief, le papier pressé sur la plaque conservant l'empreinte de l'encre), proche de la gravure sur bois, et se pratique sur un matériau particulier, le linoleum.

## Historique
La linogravure est une méthode de gravure relativement jeune : le linoleum apparaît en Angleterre en 1863. À l'origine utilisé pour recouvrir les sols, c'est seulement en 1900 qu'il est utilisé pour la gravure.
Elle est dérivée de la xylographie ; on y retrouve donc les mêmes principes techniques : taille en épargne des blancs, estampe obtenue par pression et transfert de l'encre disposée sur les zones non creusées sur le support.

## Matériel

### Plaque de linoléum
Le bloc à graver, de taille et d'épaisseur variable, est un matériau spécial. dit linoleum (du latin linum et oleum). « Il est composé d'un mélange de poudre de liège, d'huile de lin, de gomme et de résine, l'ensemble étant comprimé sur une toile de jute. »
Le linoleum est plus homogène que le bois et ne comporte pas de fil (sens des fibres du bois, a contrario de la « taille de bout », dans laquelle les fibres du bois sont verticales sur le bloc) ; plus tendre, il permet d'utiliser des outils moins souvent affutés. Plus tendre que le bois, le linoléum permet un tracé plus souple et précis et sa surface lisse permet d'obtenir une qualité optimale lors de l'impression.
Le PVC expansé (ou Forex) est également un bon produit de substitution, moins cher que les plaques de linoleum.

### Outils

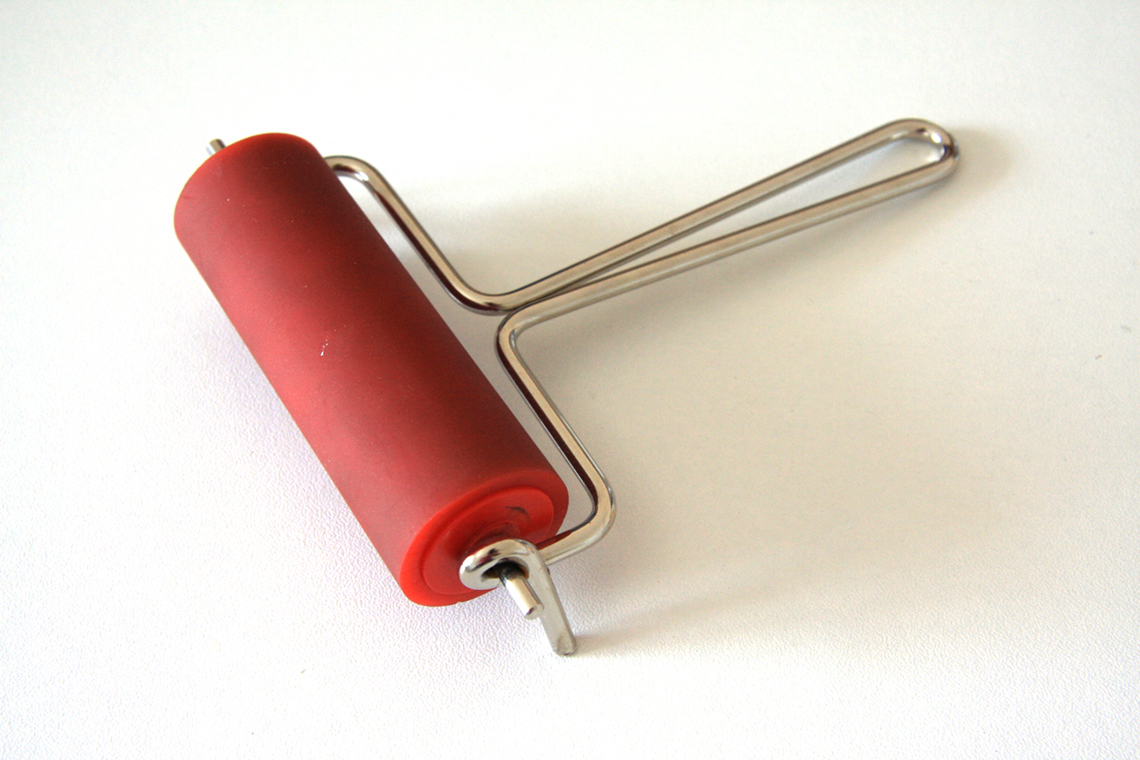
Rouleau à encre pour linogravure.

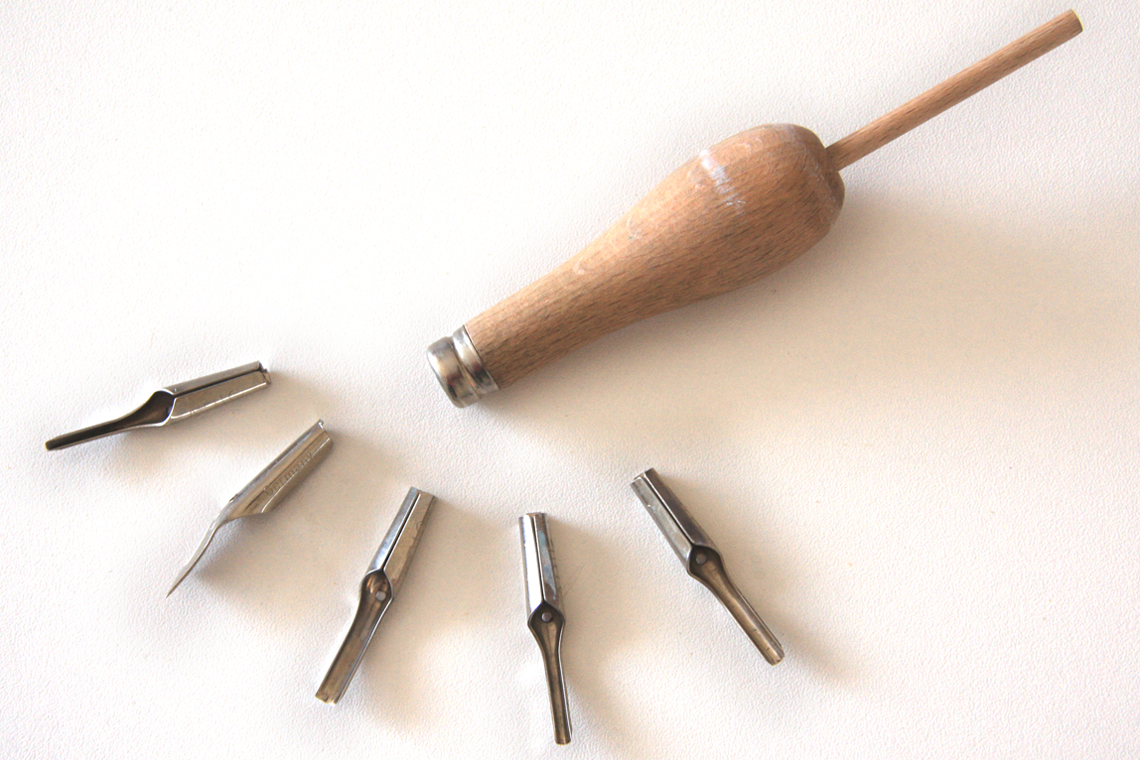
Différentes têtes de gouge pour linogravure.

On compte trois principales étapes de la réalisation d'une estampe : l'évidement des futures zones de blanc et le travail sur la plaque (la gravure proprement dite), l'application de l'encre (l'encrage), et enfin le transfert de l'image gravée sur le papier (l'impression, ou tirage).
Les outils utilisés en gravure sur bois conviennent parfaitement à la linogravure : les gouges sont les outils de base. Elles sont souvent vendues par lots comportant un manche et des têtes interchangeables de différentes tailles et formes (en V ou en U). Dans le cadre d'une maîtrise plus poussée, il est possible d'avoir recours à des outils plus précis : le matoir, une tige d'acier à tête lignée ou pointillée, permet en frappant d'obtenir des grisés. Des pointes ou un tube frappé au marteau permettent la création de points ronds. L'utilisation du « vélo » (ou échoppe rayée) donne cependant des résultats moins probants qu'en gravure sur bois. Il est aussi possible d'avoir recours à des instruments plus fins, comme des canifs ou des ciseaux.
L'encrage de la plaque de linoleum se fait grâce à un rouleau spécial. « On peut encore passer de l'encre sur toute la surface ; après avoir dégraissé le lino à l'essence ou au talc, ou après un léger ponçage à l'abrasif ; ensuite on procède par enlevage comme à la manière noire. » L'encre peut être à base d'huile ou d'eau (encre typographique, aussi employée en monotype par exemple).
Différents types de presses sont utilisables : il existe des presses spécialisées à la gravure, néanmoins une presse à reliure peut aussi être employée. L'impression peut se faire sur presse à bois, ou avec la presse à taille-douce ; on peut procéder manuellement « à la cuiller », ou au « brunissoir », ou avec un frotton.
Le choix du papier dépend du résultat escompté : il peut être humidifié ou imprimé à sec. Néanmoins, il est préférable qu'il possède un grain épais pour donner plus de « consistance » à l'épreuve.

## Technique
Des images créées grâce à des principes de gravures classiques, tels que la pointe sèche, l'eau-forte, le vernis mou, peuvent être réalisées sur linoleum. 
Différentes méthodes annexes entrent en jeu dans le cadre de la linogravure :
- La rehausse de pâte sur le linoleum (empreintes, textures…)
- L'attaque à la soude
- La technique de la pointe sèche
- La technique des gris (à l'impression)

### Mode opératoire
La linogravure permet de s'exercer à l'art de la gravure, y compris en plusieurs couleurs (couleurs successives par encrage de planches différentes et successives, ou par creusements successifs d'une seule). Le dessin peut être inscrit directement sur le linoleum, mais on peut également préparer un croquis au crayon, à l'encre de Chine, au vernis ultraflex, ou avec un calque. Il est possible d'encrer toute la surface (après dégraissage) et de travailler comme pour la manière noire.
Le linoleum est présenté à l'outil et le creusement s'effectue dans les sens désirés, suivant les effets escomptés. Ici réside un des avantages principaux de la technique : contrairement à la gravure sur bois, pour laquelle le sens est imposé par les fibres. En cas d'erreur, la plaque peut être réparée grâce à de la poudre de linoleum mélangée à de la colle, puis polie pour ne pas créer de reliefs intempestifs qui fausseraient l'impression.
Le nombre de tirages est souvent plus limité que lors de l'emploi de la xylogravure : cela est dû à l'écrasement du support plus tendre que le bois. Néanmoins, « un lino bien taillé et manipulé avec précaution peut assurer plus d'une dizaine de tirages sans que la netteté du trait ait eu à en souffrir ».
Comme pour le bois, plus les entailles sont larges, plus elles doivent être profondes pour éviter les problèmes à l'encrage.
Certains imprimeurs « utilisaient le linoléum gravé à l'acide, l'acide nitrique émiettant et brûlant le revêtement. Dans ce cas, le dessin de réserve était fait à l'encre lithographique ; on obtient ainsi des clichés au trait (un cliché est une gravure en relief permettant la reproduction en impression typographique, le lino est monté sur des bois de 20 mm, qui permettent l'impression typographique ».

### Précautions
Comme tous les types de techniques qui nécessitent l'utilisation d'outils coupants, des précautions sont nécessaires afin d'éviter des blessures qui peuvent être graves : il est judicieux de fixer la plaque de linoleum sur la table de travail par le moyen, par exemple, d'un support qui la bloque dans le sens de la gravure. Si, en revanche, la plaque ne peut pas être immobilisée, il est indispensable de placer la main qui maintient le linoleum hors de l'axe du creusement de la surface pour éviter tout glissement intempestif.

Quelques exemples de tirages avec le procédé de linogravure.
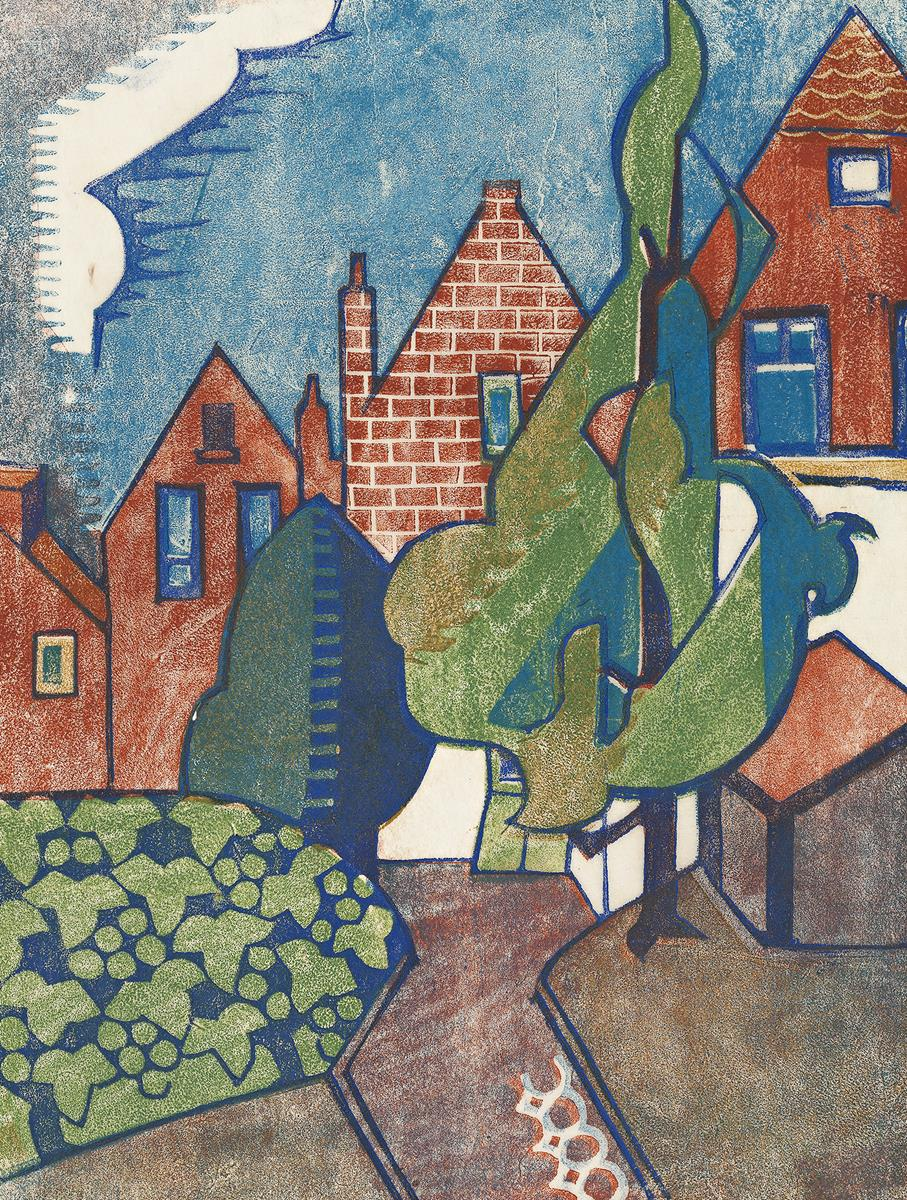
Dorrit Black, Dutch Houses, c. 1929, linogravure en couleur.
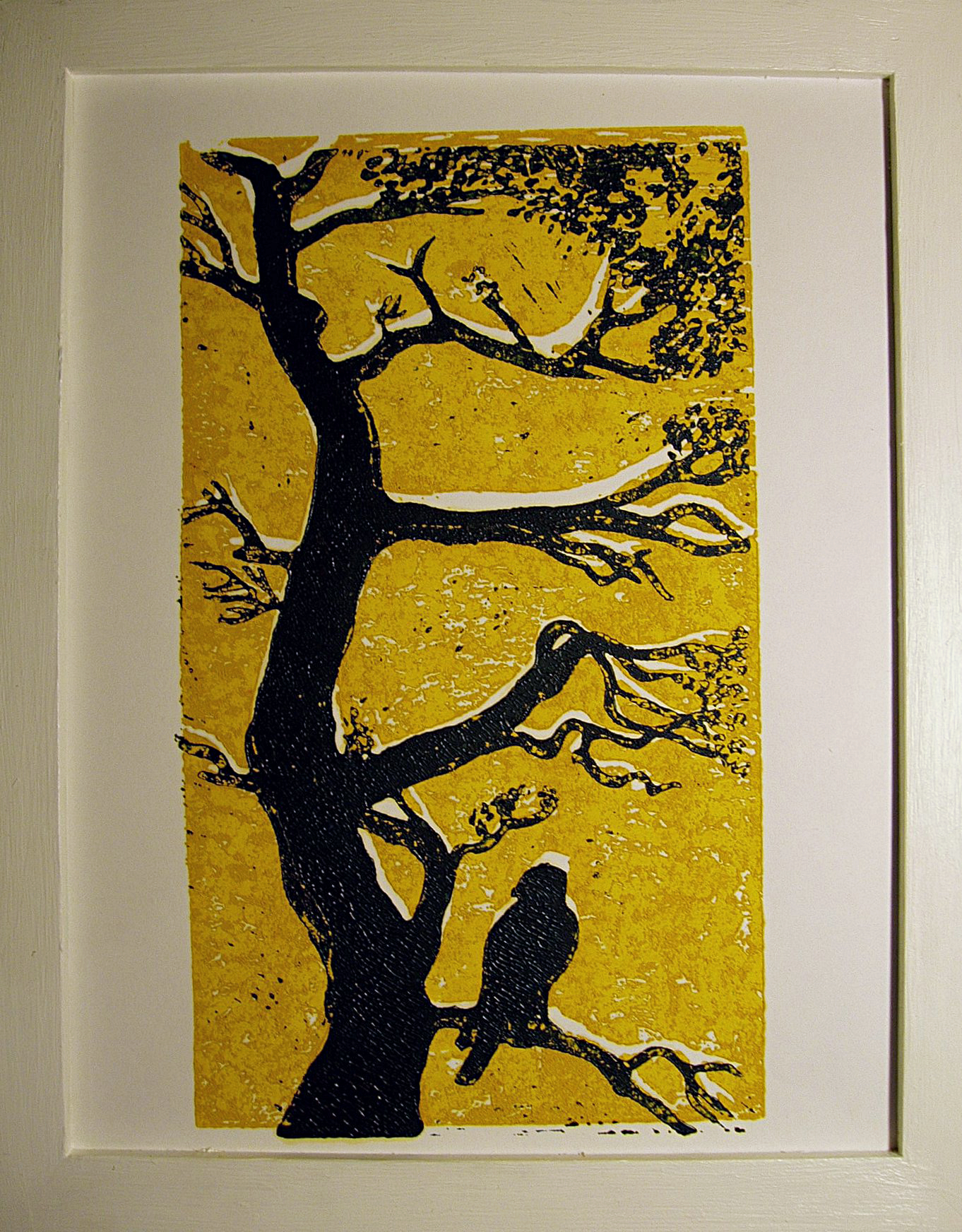
Ivo Kruusamägi,  c. 2006, linogravure en deux couleurs.
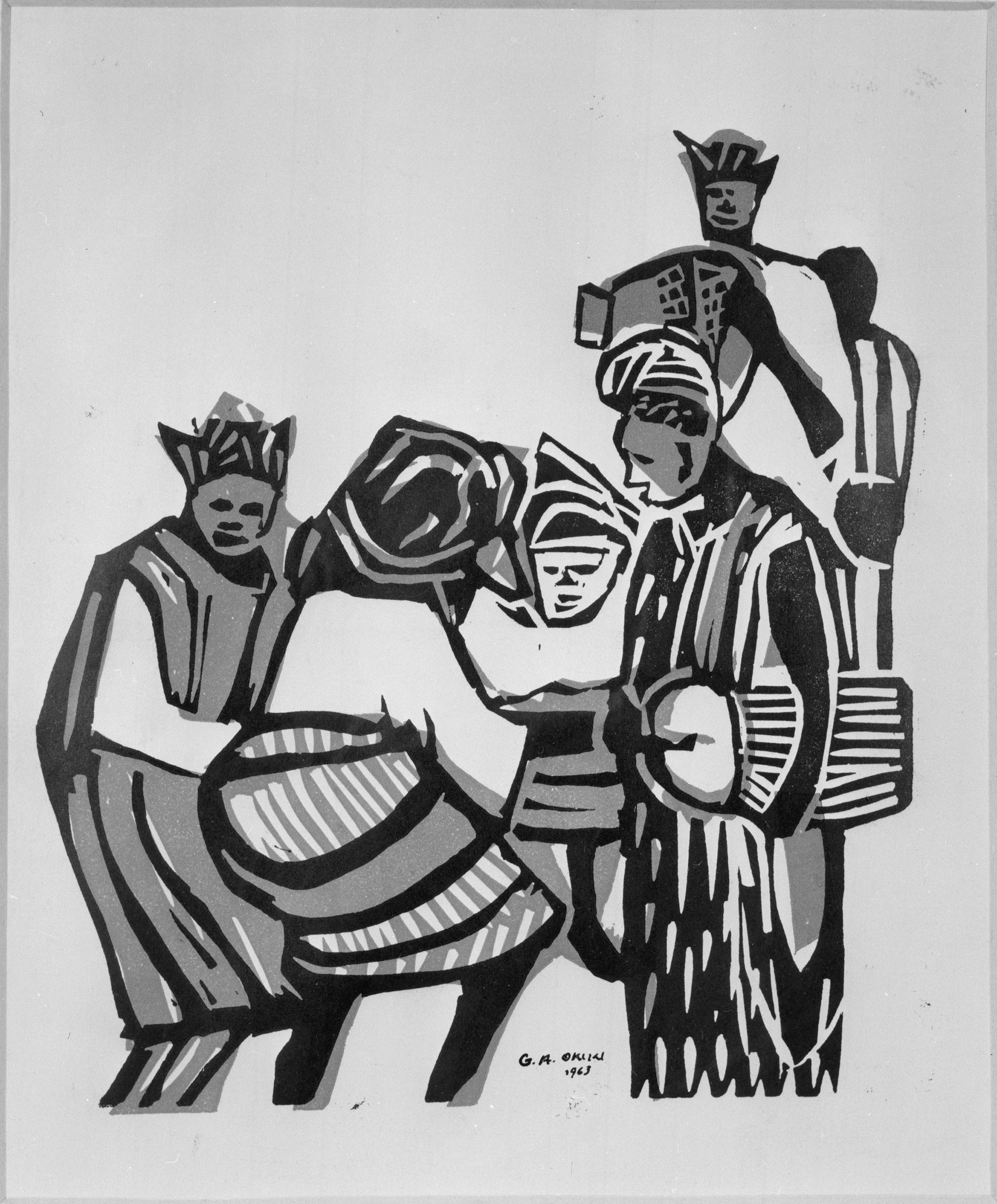
Godfrey A. Okiki, Dance to the Talking Drum, 1963.
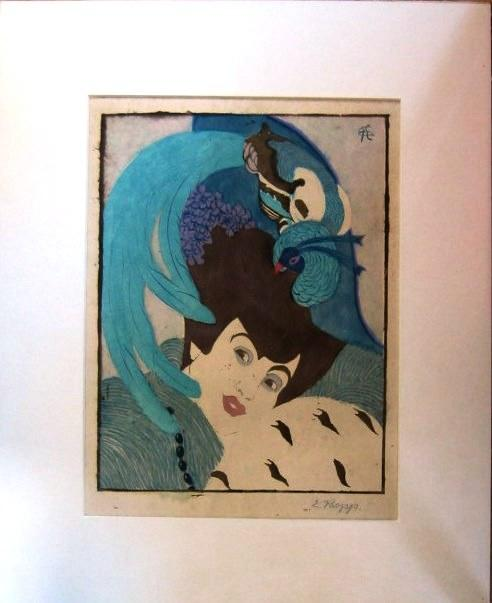
Ernst Kropp, Dame mit Paradiesvogel, c. 1910.
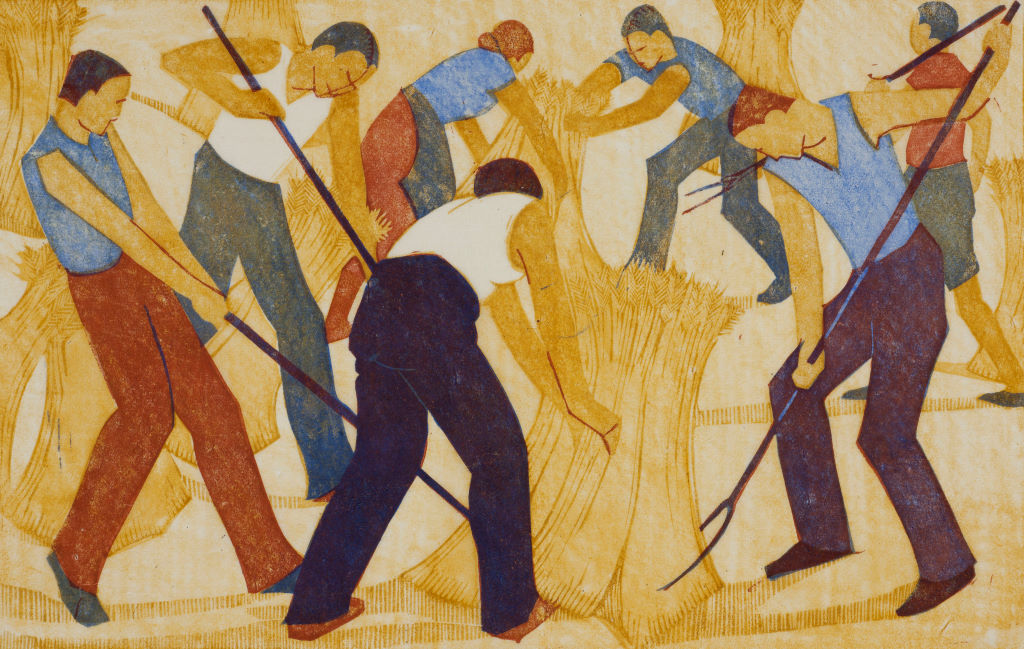
Ethel Spowers, Harvest, 1932. Donation de Rex Nan Kivell, 1953. Auckland Art Gallery.

## Les artistes et la linogravure
Pendant longtemps, le lino fut considéré comme « le bois du pauvre, servant d'amusement à l'écolier ou pour la gravure d'amateur ».
La linogravure présente l'avantage de la rapidité d'exécution et de la souplesse d'utilisation ; mais certains artistes de renom l'utilisent, ou l'ont utilisée, dans des buts autres (plasticité, gaufrage du papier mouillé préalablement, faible tirage). D'autres ont utilisé avec maestria cette technique devenue abordable pour un art engagé au service du peuple : le Taller de Gráfica Popular, au Mexique, depuis sa création en 1937, et notamment des artistes comme Leopoldo Mendez. Vivien Johnson en relève également la pratique dans l'art des Aborigènes d'Australie, notamment chez Gabriella Possum Nungurrayi.
- Matisse
- Picasso exécute sa première linogravure en 1954[10]. « Il ne travaille pas ses linogravures couleur en plusieurs planches : il retravaille une seule planche après chaque tirage et le fait avec une encre différente. Il obtient ainsi des juxtapositions et des superpositions[4]. »
- Jean Raine
- Antonio Seguí
- Marcel Fiorini met au point la linogravure en taille-douce
- Wilchar
- Jean Couy
- Ethel Louise Spowers
- Žibuntas Mikšys